# Ojete Calor
Ojete Calor est un groupe d'electropop espagnol, originaire de Madrid. Composé de Carlos Areces et Aníbal Gómez, leurs chansons se caractérisent par une base de musique électronique, avec des paroles ironiques ou un humour absurde dans une structure pop simple. Leur style musical a été inclus dans une résurgence du mouvement connu sous le nom de la movida qui a eu lieu dans la deuxième décennie du XXIe siècle, dont d'autres artistes tels que Chenta Tsai ou Las Bistecs font partie.

## Histoire
La conception du groupe découle d'une idée que les deux membres, les acteurs et comédiens Carlos Areces et Aníbal Gómez, ont eue lors de conversations dans le bar madrilène Doña Pepita en 2005,. Le premier album du groupe sort cependant que le 14 novembre 2013, sous le titre Delayed et dans un style plus proche du rock.5 Leur premier succès, la chanson Cuidado con el cyborg (Corre, Sarah Connor), est un hommage au film Terminator 2 : Le Jugement dernier, et témoigne de certaines caractéristiques du duo, comme les références à la culture pop et l'utilisation ironique de l'humour.
En 2014 et après la sortie du single Viejoven, le groupe annonce son « retrait de la scène ». Ce n'est qu'en 2017 que le duo annonce à nouveau un album, Pataky, sorti le 3 novembre 2017. Le groupe y abandonne les traits du rock pour laisser place à un style plus proche de l'électro et de la synth pop, qu'il avait déjà exploré avec quelques singles comme 0'60 et Viejoven, et qu'il maintient depuis,.
Lors de la pandémie de Covid-19 de 2020, le groupe interprète une reprise de la chanson Agapimú d'Ana Belén, à laquelle l'artiste elle-même a participé,.

## Style musical
Le groupe utilise une base électronique simple, autour de laquelle il construit des paroles parodiques qui traitent souvent de questions sociales sous une esthétique camp,. Leur genre a été identifié par des médias tels que El Mundo, Jenesaispop, Diario Sur et El Español comme de la « subnopopop », un terme inventé par le duo lui-même,. Dans un article publié dans ce dernier média en 2019, il est indiqué que leur style est basé sur la musique de la movida madrileña, et que leurs paroles constituent souvent des « fléchettes ironiques » qui abordent des sujets tels que « l'extrême droite et le racisme. » Dans un autre article de 2020, la chaîne SER souligne « l'humour absurde » de leurs paroles.
Dans une interview de 2013, le duo a déclaré que ses références étaient Curri Valenzuela, Motorhead, The Supremes, Kraftwerk et Camilo José Cela, entre autres.16

## Discographie

### Albums studio
- 2013 : Delayed[15]
- 2017 : Pataky[8]

### Singles
| Titre                     | Année | Réf.   |
| ------------------------- | ----- | ------ |
| Chasca                    | 2013  | [ 15 ] |
| Viejoven                  | 2014  | [ 16 ] |
| Se tiene que ir ya        | 2015  |        |
| Tonta gilipó              | 2016  | [ 12 ] |
| Qué bien tan mal          | 2017  | [ 17 ] |
| Mocatriz                  | 2019  | [ 18 ] |
| Agapimú (feat. Ana Belén) | 2020  |        |
| Morreo                    | 2022  |        |
| Extremismo mal            | 2022  | [ 19 ] |

### Tournées
- 2022 : Pena de bofetón que no te dieron a tiempo glóbal tour[20]
- 2023 : Mariquitas, gitanos, gangosos y suegras gira europea